# Pursuit Channel
Pursuit Channel es una red de televisión estadounidense que transmite programación orientada a la caza, pesca, tiro y recreación al aire libre. Tiene su sede en Glenwood, Alabama y se lanzó el 23 de abril de 2008.
Está disponible para más de 45 millones de hogares y clientes de cable y satélite, junto con la disponibilidad de reproductores de medios digitales y web. La programación de la red se compone principalmente de programación negociada comprada en bloques por productores de programación al aire libre, o por compañías que anuncian productos como parte del patrocinio de esos programas.
En enero de 2013, Anthem Sports & Entertainment (organizado como Anthem Media Group) compró una "participación significativa de propiedad"  en Pursuit Media. El 11 de enero de 2019, la propiedad de lucha profesional de Anthem, Impact Wrestling, comenzó a transmitir su serie de televisión semanal en Pursuit Channel.
El 10 de septiembre de 2019, Anthem Sports & Entertainment adquirió la parte mayoritaria de AXS TV. Debido a este movimiento, anunció que su programa Impact! saldría de Pursuit en octubre.